# Hakea stenophylla
Hakea stenophylla (лат.) — кустарник или дерево, вид рода Хакея (Hakea) семейства Протейные (Proteaceae). Эндемик Западной Австралии. Цветёт сладкими душистыми кремово-белыми цветами.

## Ботаническое описание
Hakea stenophylla — раскидистый кустарник или дерево, обычно растущее до 5 м в высоту с более или менее гладкой тёмной корой. Ветви густо покрыты сплюснутыми, мягкими белыми волосками, иногда ржавого цвета, но поверхность ветвей быстро становится гладкой. Серо-зелёные листья имеют линейную или узкую яйцевидную форму от 6 до 12 см в длину и от 1 до 4 мм в ширину. Листья изначально густо покрыты сплюснутыми, ржавого цвета, гладкие мягкие волоски быстро становятся гладкими. Листья резко сужаются к короткому заострённому крючку на вершине. Соцветие состоит из 10-16 кремово-белых сладких душистых цветков на цветоножке длиной 2–9 мм, густо покрытой белыми мягкими волосками. Отдельные цветки на стебле длиной 1–1,5 мм. Околоцветник длиной от 1,6 до 4 мм, изогнутый до «когтя». Пестик имеет длину от 7 до 13 мм с изогнутым столбиком. Деревянистые плоды имеют эллиптическую или косо-яйцевидную форму, от 3 до 4,5 см в длину и от 2 до 2,6 см в ширину, резко сужаясь с прямым или загнутым чёрным клювом. Семена внутри имеют длину от 17 до 23 мм и ширину от 9,5 до 16 мм с крылом вниз с одной стороны тела семени.

## Таксономия
Вид Hakea stenophylla был описан шотландским ботаником Робертом Брауном в 1830 году, а описание было опубликовано в Supplementum primum prodromi florae Novae Hollandiae. Видовой эпитет — от греческих слов stenos, означающих «узкий», и phyllon, означающих «лист», ссылаясь на форму листьев.
Существует два признанных подвида:
- Hakea stenophylla notialis R.M.Barker[8]. Распространяющийся кустарник высотой до 2 м[9].
- Hakea stenophylla stenophylla R.Br. подвид[10]. Прямое небольшое дерево или кустарник до 4 м в высоту[9].

Оба подвида также различаются по разной толщине плода.

## Распространение и местообитание
H. stenophylla эндемичен для районов в округах Средне-Западный и Гаскойн в Западной Австралии, где он встречается на песчаных равнинах и среди прибрежных песчаных дюн. Растёт на песчаных и суглинистых почвах, часто вокруг известняка, обычно с травянистыми растениями рода Spinifex.